# الخيط الرفيع (فلم)
الخيط الرفيع فيلم مصري تم إنتاجه عام 1971، من إخراج هنري بركات وبطولة فاتن حمامة ومحمود ياسين.

## قصة الفيلم
(منى) فتاة فقيرة تعمل موظفة بسيطة في أحد البنوك وتعول أسرتها. تحت ضغط الحاجة ومرض والدها وضغط والدتها التي تلح عليها لتزيد دخلها تتخذ لها عشيقًا هو رجل أعمال ثري عجوز. تتعرف بالمهندس (عادل) الذي يعمل في شركة عشيقها (عبده) ويصارحها بحبه، تقنعه بالاستقالة وتكوين شركة مستقلة وتمنحه مجوهراتها كرأس مال وتقف بجانبه وتشجعه وتقطع علاقتها ب(عبده). فهل ستستمر قصة حبهما؟

## تمثيل
| - فاتن حمامة: منى - محمود ياسين: عادل - صلاح نظمي: عبد الكريم - عماد حمدي - بوسي - محمد خيري - علية عبد المنعم: أم منى - سلامة إلياس - فتحية شاهين | - كمال الزيني - حمدي يوسف - أحمد حسين - عبد الوهاب خليل - حللي محمد - مختار السيد - كريمة الشريف - ليلى يسرى - محيي عبد الجواد |

## روابط خارجية
- مقالات تستعمل روابط فنية بلا صلة مع ويكي بيانات